# ناغاوا
ناغاوا (باليابانية: 長和町) هي بلدية في اليابان، وبلدة في اليابان، تقع في ناغانو، ومقاطعة تشيساغاتا، ناغانو، بلغ عدد سكانها 5,884  نسمة وذلك حسب إحصائيات سنة 2018، تبلغ مساحتها 183.86 كيلومتر مربع.